# Contea di Pima
La contea di Pima (in inglese Pima County) è una contea dello Stato dell'Arizona, negli Stati Uniti. La popolazione al censimento del 2000 era di 843 746 abitanti. Il capoluogo di contea è Tucson.

## Geografia fisica
Lo United States Census Bureau certifica che l'estensione della contea è di 23799 km², di cui 23792 km² su terraferma e i rimanenti 7 km² di acque interne.
La contea ospita diverse aree protette nazionali, tra cui la foresta nazionale di Coronado, l'Organ Pipe Cactus National Monument e il parco nazionale dei Saguaro.
Nella contea sono inoltre presenti le riserve Nazione Tohono O'odham e Riserva San Xavier, e la tribù Pascua Yaqui.
La maggior parte della popolazione è concentrata nella zona di Tucson, il capoluogo. Altri centri importanti sono Sells e Ajo.

### Contee e municipalità confinanti
- Contea di Maricopa - nord
- Contea di Pinal - nord
- Contea di Graham - nord-est
- Contea di Cochise - est
- Contea di Santa Cruz - sud-est
- Altar (Sonora, Messico) - sud
- Caborca (Sonora, Messico) - sud
- General Plutarco Elías Calles (Sonora, Messico) - sud
- Sáric (Sonora, Messico) - sud
- Contea di Yuma - ovest

## Storia
La contea venne costituita il 9 novembre 1864 ed è una delle 4 contee originali dell'Arizona. Deve il suo nome ai nativi Pima.

## Comuni

La contea di Pima con la localizzazione dei centri abitati

- Marana - town
- Oro Valley - town
- Sahuarita - town
- South Tucson - city
- Tucson - city

 Census-designated place 
- Ajo
- Ak Chin
- Ali Chuk
- Ali Molina
- Anegam
- Arivaca
- Arivaca Junction
- Avra Valley
- Casas Adobes
- Catalina
- Catalina Foothills
- Chiawuli Tak
- Charco
- Comobabi
- Corona de Tucson
- Cowlic
- Drexel Heights
- Elephant Head
- Flowing Wells
- Green Valley
- Gu Oidak
- Haivana Nakya
- J-Six Ranchettes
- Kleindale
- Ko Vaya
- Littletown
- Maish Vaya
- Nelson
- Nolic
- Picture Rocks
- Pimaco Two
- Pisinemo
- Rillito
- Rincon Valley
- San Miguel
- Santa Rosa
- Sells
- South Komelik
- Summerhaven
- Summit
- Tanque Verde
- Three Points
- Topawa
- Tucson Estates
- Tucson Mountains
- Vail
- Valencia West
- Ventana
- Wahak Hotrontk
- Why
- Willow Canyon